# Saison 1985 de l'ATP

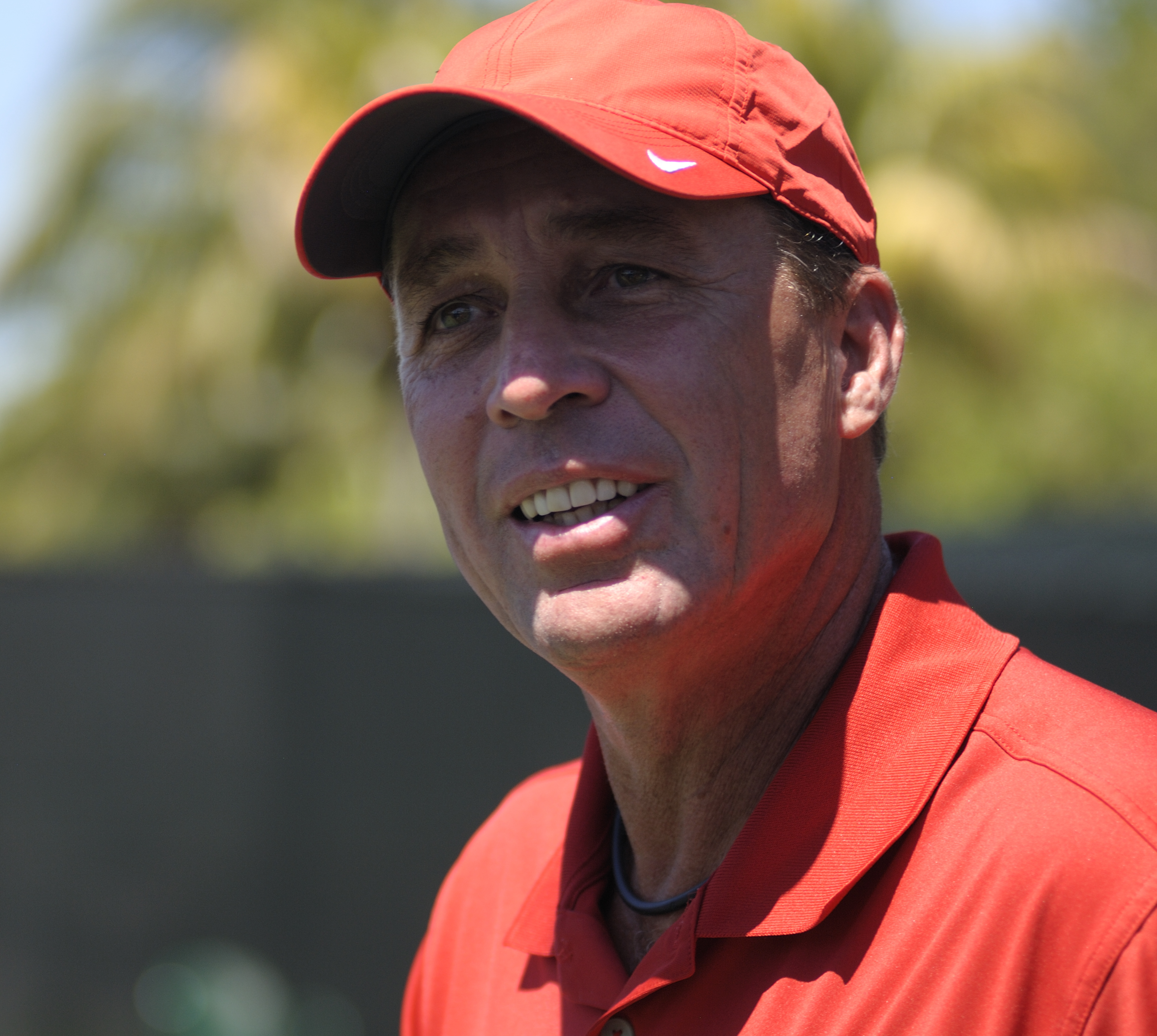
Lendl a été le joueur de l'année

Résultats des principaux tournois de tennis organisés par l'ATP en 1985. 

## Résultats
| Date  | Tournoi         | Tournoi | Dotation    | Surface     | Vainqueur     | Vainqueur | Finaliste     | Finaliste | Score              | Tableau |
| ----- | --------------- | ------- | ----------- | ----------- | ------------- | --------- | ------------- | --------- | ------------------ | ------- |
| 27/05 | Roland-Garros   |         | $ 1 150 000 | Terre       | Mats Wilander |           | Ivan Lendl    |           | 3-6, 6-4, 6-2, 6-2 | Tableau |
| 24/06 | Wimbledon       |         | $ 1 266 755 | Herbe       | Boris Becker  |           | Kevin Curren  |           | 6-3, 6-7, 7-6, 6-4 | Tableau |
| 27/08 | US Open         |         | $ 1 250 000 | Dur         | Ivan Lendl    |           | John McEnroe  |           | 7-6, 6-3, 6-4      | Tableau |
| 25/11 | Australian Open |         | $ 795 161   | Herbe       | Stefan Edberg |           | Mats Wilander |           | 6-4, 6-3, 6-3      | Tableau |
| 14/01 | Masters         |         | $ 500 000   | Synthétique | Ivan Lendl    |           | Boris Becker  |           | 6-2, 7-6, 6-3      | Tableau |

## Classement final ATP 1985
| N° | Joueur         | Pays | Evolution     |
| -- | -------------- | ---- | ------------- |
| 1  | Ivan Lendl     |      | +2            |
| 2  | John McEnroe   |      | −1            |
| 3  | Mats Wilander  |      | +1            |
| 4  | Jimmy Connors  |      | −2            |
| 5  | Stefan Edberg  |      | +15           |
| 6  | Boris Becker   |      | +59           |
| 7  | Yannick Noah   |      | +3            |
| 8  | Anders Järryd  |      | −2            |
| 9  | Miloslav Mečíř |      | +52           |
| 10 | Kevin Curren   |      | +5            |
| 11 | Joakim Nyström |      | en stagnation |
| 12 | Tim Mayotte    |      | +32           |
| 13 | Paul Annacone  |      | +84           |
| 14 | Johan Kriek    |      | −1            |
| 15 | Andrés Gómez   |      | −10           |
| 16 | Henri Leconte  |      | +11           |
| 17 | Scott Davis    |      | +31           |
| 18 | Brad Gilbert   |      | +5            |
| 19 | Tomáš Šmíd     |      | −3            |
| 20 | Martín Jaite   |      | +35           |